# Флэш (DC Comics)
Флэш (англ. Flash «молния, вспышка») — имя, которое носили несколько вымышленных супергероев комиксов компании DC Comics. Созданный автором Гарднером Фоксом и художником Гарри Лэмпертом первый Флэш впервые появился в выпуске Flash Comics № 1 (январь 1940 г.).
Флэш обладает способностью развивать скорость, превышающую скорость света, и использовать сверхчеловеческие рефлексы, что нарушает некоторые законы физики. До сих пор существовало четыре персонажа, которые обладали способностью развивать суперскорость и выступали под псевдонимом Флэша: Джей Гаррик (1940 г.), Барри Аллен (1956-1985 гг., 2017 г. - настоящее время), Уолли Уэст (1986 г.), Барт Аллен (2006 г.). Перед тем как надеть костюм и взять имя Флэш, Уолли Уэст был протеже Барри Аллена и носил имя «Кид Флэш» (сериальная и мультфильмовая версия).
Второе воплощение Флэша, Барри Аллен, считается первым героем Серебряного века комиксов, и он до сих пор остаётся одним из самых популярных героев DC Comics. Каждая версия Флэша была ключевым участником по крайней мере одной из трёх главных команд DC: общества справедливости Америки, лиги справедливости или Юных Титанов. Уолли Уэст недавно воссоединился с лигой справедливости, а Барри Аллен вернулся к жизни на страницах кроссовер-серии Финальный кризис.
Флэш является близким другом нескольких супергероев, носивших псевдоним Зелёный Фонарь. Наиболее заметна дружба между Джеем Гарриком и Аланом Скоттом (Зелёный Фонарь Золотого века), Барри Алленом и Хэлом Джорданом (зелёный фонарь серебряного века), Уолли Уэстом и Кайлом Райнером (зелёный фонарь современности), а также между Джорданом и Уэстом.

## История публикаций

### Золотой век
Флэш появился в "Золотом веке комиксов" в выпуске Flash Comics № 1 в январе 1940 года в рамках комиксов, издававшихся компанией All-American Publications — одной из трёх, которые позже объединились в DC comics. Созданный писателем Гарднером Фоксом и художником Гарри Лампертом, первый Флэш Джей Гаррик был студентом колледжа, получившим способность к сверхскорости после вдыхания паров тяжёлой воды.
Джей Гаррик был популярным персонажем в 1940-х годах; появился во всех выпусках Flash comics и в ежеквартальных выпусках All-Flash quarterly (которые позже стали выходить дважды в месяц под названием All-Flash); появлялся как персонаж второго плана в комиксах серии Comic cavalcade; был одним из членов общества справедливости Америки — первой команды супергероев, чьи приключения стали издаваться в All star comics. После войны популярность супергероев пошла на спад и Flash comics был отменён после выпуска № 104 в 1949 году. Окончательный финал общества справедливости золотого века комиксов пришёлся на All star comics № 57 в 1951 году (а сама серия продолжила выпускаться под названием All star western).

### Серебряный век
В 1956 году "DC comics" успешно возродила комиксы о супергероях, что стало началом серебряного века комиксов. Вместо того, чтобы вернуть старых персонажей, в DC решили ввести новых, сделав их символами новой эпохи. Первым персонажем, подвергшимся перезапуску, стал Флэш и впервые появился в выпуске Showcase № 4 в октябре 1956 года.
Новым Флэшем стал Барри Аллен — учёный, работавший в полиции. Получил суперсилу после того, как подвергся воздействию химикатов после ударившей в них молнии. Он взял псевдоним Флэш после прочтения комиксов о Флэше золотого века. После нескольких появлений в Showcase Аллен получил свой собственный комикс. Первый выпуск серии "The flash" вышел под номером 105, продолжив тем самым прерванную нумерацию серии "Flash comics".
Флэш серебряного века стал достаточно популярен, и некоторые герои золотого века также были возвращены в новой инкарнации (к примеру, «Зелёный фонарь"). Также, была создана новая команда супергероев — лига справедливости, одним из учредителей которой выступил Барри Аллен.

### «Флэш двух миров»
После того, как выяснилось, что Джей Гаррик и Барри Аллен существовали в параллельных вселенных, с помощью своих способностей они смогли преодолеть пространственно-временной барьер, что дало начало новому сюжету в комиксах о супергероях — «Флэш двух миров» (англ. The Flashes of two worlds). После их встречи Аллен и Гаррик стали хорошими друзьями. Flash of two worlds (The Flash (vol. 1) № 123) стал первым кроссовером, в котором встретились герои золотого и серебряного веков. Вскоре вышли кроссоверы, в которых лига справедливости и общество справедливости работали вместе, что продолжалось с середины 1960-х вплоть до 1980-х годов.
Приключения Барри Аллена возобновляются в кроссовер-серии "Кризис на бесконечных землях" (англ. Crisis on infinite earths). Серия "The Flash" закончилась после выпуска № 350. Биография Аллена в начале 80-х была запутана, и середине 1980-х DC Comics приняла решение передать костюм Флэша другому персонажу. Аллен героически погиб в "Crisis on infinite earths" №8 в 1985 году, но благодаря своей способности путешествовать во времени он иногда появляется и в последующие годы.

### Современная версия
Третий Флэш — Уолли Уэст, впервые появился в "The Flash" (vol. 1) № 110 в декабре 1959 года как Кид Флэш. Уэст, племянник Аллена в браке, получил способности Флэша.
Из-за бесконечного кризиса и мини-серии «Один год спустя» (англ. One year later), что является скачком во времени в "DC Universe", "DC Comics" отменила The Flash (vol. 2) в январе 2006 года после # 230. Новая серия "The Flash": "The fastest man alive" стартовала с 21 июня 2006 года. Начальная сюжетная линия серии была написана Дэнни Билсоном и Полом Де Мео, иллюстрирована художником Кеном Лэшли и сосредоточена на Барте Аллене и принятии его в роли нового Флэша.
Flash: "Fastest man alive" была отменена после 13-ти выпусков. Вместо неё в "DC comics" приняли решение вновь вернуть "The Flash" (vol. 2), начиная с выпуска № 231 и тем самым продолжая прерванную нумерацию. Автором выступил Марк Уэйд, написавший выпуск "All Flash" № 1, который выступал в качестве «моста» между двумя сериями в "DC" запросили выпуск "Flash": "Fastest man alive" через выпуск № 15, а "All Flash" № 1 был заменён выпуском № 14 и "The Flash" (vol. 2) № 231.
В 2009 году Барри Аллен вернулся на пост Флэша в серии "The Flash": "Rebirth", написанной Джеффом Джонсом и Итаном Ван Скивером.

## Вымышленные биографии
Хотя псевдоним Флэш использовался многими персонажами, они существовали либо в параллельных мирах, либо в будущем. Наиболее известными персонажами под именем Флэш являются Гаррик, Аллен и Уэст.

### Джей Гаррик
Джейсон Питер «Джей» Гаррик был студентом колледжа в январе 1940 года, который случайно вдохнул пары тяжёлой воды (воды, в которой изотопы лёгкого водорода, протия, заменены на дейтерий) после того, как заснул в лаборатории, где он курил. После он обнаружил, что может развивать сверхскорость и аналогично усиливать свои рефлексы. После недолгой карьеры в качестве звезды американского футбола он надел красную рубашку с молнией и стилизованный металлический шлем с крыльями по бокам, взяв за основу образ греческого бога Гермеса. Гаррик взял себе псевдоним Флэш и стал борцом с преступностью. Долгое время Джею удавалось держать свою личность в тайне, не нося при этом маски, так как его быстрое перемещение лишает возможности разглядеть или сфотографировать его лицо. Первоначально из вселенной земли-2, позже был включён в историю "Новой земли" после событий кризиса на бесконечных землях. Гаррик до сих пор действует под псевдонимом Флэш, проживает в г. Кейстоун-сити и является членом общества справедливости Америки.

### Барри Аллен
Бартоломью Генри «Барт» Аллен был криминалистом , работающим на полицию, и имел репутацию медлительного, часто опаздывающего сотрудника, чем разочаровывал свою невесту, Айрис Уэст. Однажды ночью, перед его уходом с работы, молния ударила в набор химических веществ, и они попали на Барри. Вскоре он обнаружил, что способен развивать сверхзвуковую скорость и свои рефлексы. Он надел красный обтягивающий костюм с трико и назвал себя Флэш — в честь своего героя детства — Джея Гаррика. Барри стал активным борцом с преступностью в своём городе.
В 1985 году Барри пожертвовал своей жизнью в серии "Кризис на бесконечных землях" и был мёртв на протяжении двадцати лет с момента публикации сюжета. В 2008 году, в сюжетной линии "Финальный кризис", Барри возродился и вернулся в качестве главного Флэша в 2009 году в серии "The Flash": "Rebirth", после чего последовал новый том серии "The Flash", в котором публикуют приключения Барри и по сей день.

### Уолли Уэст
Уоллас Рудольф Уэст, племянник Айрис Уэст и Барри Аллена в браке, появился в "The Flash" (vol. 1) № 110 в 1959 году. Когда ему было около десяти лет, он посетил полицейскую лабораторию своего дяди, и несчастный случай, который ранее дал способности Аллену, повторился снова: на Уэста попали заряженные химические вещества. Став обладателем тех же способностей, что и его дядя, Уэст надел копию его костюма и стал молодым борцом с преступностью под псевдонимом Кид Флэш. После событий "Кризиса на бесконечных землях", когда Барри Аллен был убит, Уолли Уэст взял на себя роль основного Флэша. После событий бесконечного кризиса Уолли, его жена Линда и двое детей вышли из состава легиона супергероев и покинули Землю в неизвестном измерении.
Возвращение Уолли случилось после выхода последнего номера "The Flash": "Fastest man alive" № 13 и последующих "All Flash" № 1 и серии "The Flash" (vol. 2), которая возобновилась с № 231 с августа 2007 года, где он уже выступал в качестве замены Барту Аллену. Впоследствии серия закончилась выпуском № 247, а Уэст наряду со всеми остальными героями, носившими этот псевдоним, появились и сыграли важную роль в "The Flash": "Rebirth".

### Барт Аллен
Бартоломью Генри «Барт» Аллен II является внуком Барри Аллена и его жены Айрис Уэст. Барт подвергся ускоренному старению, и Уэст была вынуждена помочь ему отправиться назад во времени, к Флэшу того времени Уолли Уэсту. Уолли помог Барту, и тот взял псевдоним Импульс. После того, как Дестроук его ранил в коленную чашечку, Аллен изменил свой костюм и стал Кид Флэшем. После "Кризиса на бесконечных землях" организация "Спид форс" (англ. speed force — сила скорости) исчезла, прихватив с собой всех обладателей сверхскорости, кроме Джея Гаррика. Барт Аллен вернулся через 4 года, утверждая, что он был лишён сил. Выяснилось, что "Спид форс" не исчезла, а поглотилась внутрь тела Барта Аллена и он содержит в себе всю скорость группы.
Костюм Барта как Флэша был клоном костюма его деда и немного стилизован под Уолли Уэста. Вскоре после принятия роли Флэша, Барт был убит разбойниками в последнем, 13-м выпуске "The Flash: The fastest man alive". Тем не менее, позднее он был возрождён в "Final crisis: Legion of 3 worlds" № 3, в 31 веке Брейниаком 5 для борьбы с супербоем-праймом и легионом суперзлодеев. После Барт Аллен вернулся в прошлое и сыграл важную роль в "The Flash: Rebirth".

### Другие персонажи, носившие костюм Флэша

Джесси Чамберс

#### Джесси Чамберс / Джесси Квик
Дочь Джонни Квика, Джесси Чамберс / Джесси Квик получила сверхскорость от отца и стала супергероиней. Позже она встречает Уолли Уэста, который просит её стать его заменой на случай, если с ним что-то случится. Она некоторое время носила костюм Флэша и была участницей "Спид форс".

#### Отец Селы Аллен в 23 веке
Отец Селы Аллен, его жена и дочь были захвачены Голубым кобальтом. Отец Селы был вынужден наблюдать за смертью своей жены и затем, как его дочь стала калекой. Он и Макс Меркурий убивают Голубого кобальта, а ребёнок берёт камень и убивает Аллена. Этот Флэш был одним из двух Флэшей, предназначенных для убийства Голубого кобальта.

#### Села Аллен
Села Аллен была обычной девушкой в 23 веке до того, как Голубой кобальт забрал из неё электрические импульсы. Надеясь восстановить свою дочь, отец берёт её в "Спид форс". Когда её отец погиб, она становится воплощением "Спид форс", способным дать сверхскорость другим, но не способным контактировать с внешним миром.

#### Джон Фокс
Когда Манфред Мота обнаруживается в 27 веке, Джон Фокс, учёный, занимавшийся изучением тахионов, путешествовал во времени, чтобы получить помощь трёх других Флэшей, который сталкивались с Манфредом Мотом раньше. Ему не удалось найти их, но путешествия во времени дали ему суперскорость. Он использовал сочетание различных костюмов прошлых Флэшей и создал свой собственный костюм.

#### Блейн Аллен и Джейс Аллен
Блейн Аллен и его сын жили в колонии Петус в 28 веке, когда Голубой кобальт внедрил вирус в сына Блейна — Джейса. Не обладая сверхскоростью, Джейс не смог справиться с вирусом, и в отчаянии его отец принял его в "Спид форс" в надежде, что он получит силу. Джейс получил суперскорость и избавился от болезни. В память о своём отце Джейс надел костюм Флэша и противостоял Голубому кобальту. Самый быстрый человек  на "земле-1" .

#### Криад
После того, как на Землю вторгается инопланетное существо, историк по имени Криад путешествовал в 98 век, чтобы получить кольцо силы Зелёного фонаря. После того, как ему не удалось, он пытался получить скорость Флэша. После избиения Барри Аллена он снова переместился во времени и использовал химический состав костюма Аллена и вещества на нём и получил сверхскорость. Позже он пожертвовал своей жизнью, чтобы победить инопланетное существо.

#### Бизарро-Флэш
Бизарро-Флэш появился, когда Бизарро клонировал Флэша. Цвет его костюма был противоположен цветам костюма Флэша (красный вместо жёлтого, жёлтый вместо красного). Современная версия Биззаро-Флэша имеет логотип в виде молнии на груди, стилизованный под пятно от горчицы.

## Силы и способности
Флэш способен двигаться, думать и реагировать со сверхчеловеческой скоростью. Некоторые, конкретно — поздние версии, способны колебаться так быстро, что это даёт им возможность проходить сквозь твёрдые объекты. Кроме этого все Флэши (их молекулы и атомы) защищены от трения о воздух из-за их суперспособностей (характеризующихся "Спид форсом").
Скорость Флэша превышает даже скорость супермена — они неоднократно соревновались в этом, а после "Кризиса на бесконечных землях" Флэшу удалось успешно победить супермена во время очередной гонки в "Adventures of Superman" № 463, объяснив это тем, что супермен не привык постоянно работать на высокой скорости, а чаще всего летает, что требует меньшего напряжения. После финального кризиса во "Flash: Rebirth" № 3 показано, как Флэш с лёгкостью опережал супермена.
Флэш способен читать и воспринимать информацию на сверхскорости, а также сверхбыстро говорить с другим Флэшем. Марсианский Охотник не смог подвергнуть Флэша своим способностям телепата, сказав, что его мысли слишком быстры. Приложив руки к зданию и начав вибрировать, Флэш способен разрушить здание до основания в считанные секунды. Приложив руки к земле (либо вибрируя ногами), вызывал небольшое землетрясение. Также способен совершать огромные прыжки после сильного разгона.
Флэш значительно выносливее обычного человека, так как строение его мышечной и костной тканей приспособлено, чтобы выдерживать огромные нагрузки, вызываемые его скоростью. Также он обладал значительно ускоренным обменом веществ. Обладал быстрой регенерацией. Однако, крепкая связь с "силой скорости" позволила исключить потребность в большом количестве пищи, так как аура "силы скорости" поглощала энергию от трения и столкновения Флэша со всем, что он встречал на своём пути и передавал эту энергию Флэшу. Однако, Флэши любили еду, особенно часто употребляли сладости, так как расходовали много глюкозы. На Флэша не действовал алкоголь и наркотические вещества из-за его ускоренного метаболизма — его печень сжигала их мгновенно. Несмотря на всё это, Флэш не подвержен преждевременному старению и износу организма (хотя Барри Аллен опасался этого, когда только получил способности) — его клетки приспособились к изменениям. Более того, связь с "силой скорости" позволяли ему управлять своим возрастом и значительно замедлять старение своих близких.

## Другие версии
В последнем выпуске серии «52» появилась новая "Мультивселенная", первоначально состоявшая из 52-х идентичных параллельных реальностей. Одна из этих реальностей носила название «Земля-2». Как результат того, что Мистер Майнд поглотил большую часть этой реальности, он принял некоторые визуальные аспекты докризисной "Земли-2", в том числе Флэша среди других членов общества справедливости Америки. Имена персонажей и название группы, в которой они состояли, не упоминались, но Флэш внешне похоже на Джея Гаррика. Появлением Мультиверс объяснялось то, что в мире Барри Аллена выпускались комиксы о Джее Гаррике, который считался вымышленным персонажем.
Один из вариантов Флэша — сверхбыстрый студент колледжа по имени Мэри Максвелл — был замечен в книге «Just imagine Stan Lee vreating the Flash».

### Танака Рей

Танака Рей, Флэш Земли-D

Флэшем во вселенной Земля-D был японец Танака Рей, который боготворил Барри Аллена, истории о котором выпускались в его вселенной в виде комиксов. Рей и Аллен встретились во время "Кризиса на бесконечных землях", когда Барри, возвращавшись из 30-го века, прибыл не в ту вселенную. На Земле-D он был атакован демонами тьмы и призвал на помощь лигу справедливости, в составе которой был Танака. Они смогли эвакуировать большую часть Земли-D, и планета погибла через 39 секунд.
Рей появился в "Legends of the DC universe: Crisis on infinite Earths" в феврале 1999 года. Рассказ был написан Марвом Фулфманом и иллюстрирован Полом Райаном и Бобом МакЛеодом.

### Лиа Нельсон
Девушка, женский вариант Флэша, родом из касательной вселенной, не обладает сверхскоростью, но может контролировать свет, что даёт ей способность двигаться со скоростью света, что фактически делает её быстрее, чем докризисные версии Флэша. Появилась в "Justice league of America" № 16, а также в "Countdown: Arena", где противостояла Флэшу двух Земель в Мультивёрс. В Мультивёрс касательная вселенная обозначена как Земля-9.

### Superman & Batman: Generations 2
В "Superman & Batman: Generations 2" появились сразу три Флэша: Уолли Уэст как Кид Флэш в 1964 году, его двоюродный брат Кэрри как Кид Флэш в 1986 году, и Джей Уэст, сын Уолли Уэста и его жены Магды, в 2008 году. В 1964 году эпизодически появляется Барри Аллен.

### Зелёная молния
Али Райнер-Уэст, Зелёная молния, явился потомком одновременно и Уолли Уэста и Зелёного фонаря Кайла Райнера и обладал кольцом силы и суперскоростью, как показано в "Green Lantern: Circle of Fire".

## Вне комиксов

### Мультипликация
- В мультсериале «Супермен» 1996 года Флэш появился в одном эпизоде и был озвучен Чарли Слейттером. Барри Аллен технически никогда не появлялся в DCAU (DC animated universe), однако эпизод «Демоны скорости» (2 сезон 4 эпизод) показал именно версию Флэша Барри Аллена.
- В мультсериале «Бэтмен: Отважный и смелый» появились Джей Гаррик, Барри Аллен и Уолли Уэст.
- В мультсериале The Superman / Aquaman Hour of Adventure появился Барри Аллен как Флэш, а также Уолли Уэст как Кид Флэш.
- В мультсериале «Молодая справедливость» одним из главных героев является Уолли Уэст в качестве Кид Флэша. Барри Аллен, известный как Флэш, и Джей Гаррик, бывший Флэш, также появляются в сериале. Во-втором сезоне из будущего прибывает Барт Аллен, взяв себе имя Импульс.
- Уолли Уэст появился в мультсериале «Лига справедливости» / «Лига справедливости. Без границ» как Флэш и был одним из главных супергероев Лиги справедливости.
- Уолли Уэст появился в мультсериале «Юные титаны» как Кид Флэш.
- Барри Аллен появился в мультсериале Super Friends (1973—1985) и был одним из главных супергероев.
- Барри Аллен появился в нескольких эпизодах мультсериала «Бэтмен» (2004—2008) как один из членов Лиги справедливости.
- Барри Аллен был в мультфильме DC Super Friends (2010) и был одним из главных супергероев.
- Барри Аллен был в мультфильме «Лига Справедливости: Новый барьер». В конце мультфильма появляется Уолли Уэст.
- Уолли Уэст был в мультфильме «Лига Справедливости: Кризис двух миров».
- Барри Аллен был в мультфильме «Лига Справедливости: Гибель».
- Барри Аллен был в мультфильме «LEGO Бэтмен: Супер-герои DC объединяются».
- Барри Аллен был в мультфильме «LEGO Супергерои DC: Лига Справедливости против Лиги Бизарро».
- Барри Аллен был в мультфильме «Лига Справедливости: Парадокс источника конфликта» как главный супергерой.
- Барри Аллен был в мультфильме «Лига Справедливости: Война».
- Барри Аллен был в мультфильме «Лига Справедливости: В ловушке времени».
- Барри Аллен был в мультфильме «Лига Справедливости: Трон Атлантиды».
- Барри Аллен был в мультфильмах «Безграничный Бэтмен: Животные инстинкты» и «Безграничный Бэтмен: Роботы против мутантов».
- Барри Аллен был в мультфильме «Лига Справедливости против Юных Титанов».
- Барри Аллен появился в мультфильме «Лего Фильм: Бэтмен» в качестве камео. Роль озвучил Адам Дивайн.

### Телевидение
- В сериале 1979 года "Legends of the Superheroes" роль Флэша сыграл актёр Род Хаас.
- В телесериале 1990-1991 года «Флэш» рассказано о Барри Аллене в качестве Флэша.
- В том же 1990 году был выпущен полнометражный фильм с одноименным названием «The Flash» (в русском издании «Человек-молния»), который являлся приквелом к телесериалу.
- В 1991 году вышло продолжение фильма под названием «The Flash II: Revenge of the trickster» (в российском прокате «Вспышка 2: Месть ловкача»). Во второй части Барри Аллену противостоял преступный гений Джесси Джеймс под псевдонимом Ловкач.
- 1992 году выходит третья часть под названием «Flash III: Deadly nightshade» («Вспышка 3: Смертельный паслён»). В заключительной части трилогии Барри противостоял злодей по прозвищу Призрак, а помогал в этом нелёгком противостоянии герой на пенсии Паслён.
- В телевизионном фильме канала CBS 1997 года "Justice league of America", Барри Аллен был сыгран актёром Кенни Джонстоном.
- Молодой Барт Аллен появился в телесериале «Тайны Смолвилля» (сезон 4 серия 5) и был сыгран актёром Кайлом Галлнером. Остальные три имени супергероя были указаны на краденных Флэшем кредитках.
- Барри Аллен дебютировал в восьмом эпизоде второго сезона телесериала «Стрела». Роль взрослого Флэша исполнил американский актёр Грант Гастин, а молодого - Логан Уильямс.
- В 2014 году, после появления Барри Аллена в трёх эпизодах сериала «Стрела», персонаж получил собственный сериал спин-офф, где его также сыграл Грант Гастин. Исполнительный продюсер Эндрю Крайсберг заявил, что в этом сериале Флэш сначала будет «простым судебным экспертом, обычным человеком», а знаменитый автор комиксов Джефф Джонс сказал, что в сериале они «расскажут более личную историю Барри, жизнь на работе судебного эксперта, людей вокруг него, трагедии и то, как он столкнулся с ними»[18]. Также в 23 серии первого сезона сериала можно увидеть шлем Джея Гаррика, первого Флэша из комиксов DC. А также, сам Джей Гаррик появляется в 23 серии 2 сезона.

### Кино
- Барри Аллен появился на несколько секунд в фильме «Бэтмен против Супермена: На заре справедливости», его сыграл Эзра Миллер. Барри Аллен в исполнении Эзры Миллера появляется в качестве камео в фильме «Отряд самоубийц», где обезвреживает Капитана Бумеранга. В фильме «Лига Справедливости» роль Барри Аллена вновь исполнил Эзра Миллер. В сольном фильме про Флэша главную роль также исполнит Эзра Миллер.[19]

### Упоминания в поп-культуре
- В мультсериале «Симпсоны» Продавец Комиксов одевался, как Флэш, и говорил, что «никто не может обогнать Флэша».
- В фильме 2002 года «Поймай меня, если сможешь» герой Леонардо Ди Каприо берёт псевдоним Барри Аллен, когда ускользает от розыска, указывая тем самым персонажу Тома Хэнкса на свою любовь к комиксам.
- В фильме 2003 года «Дежурный папа» актёр Джимми Беннет играет мальчика, думающего, что он Флэш, и отказывающегося снимать костюм.
- У группы Jim’s Big Ego есть песня под названием «The Ballad of Barry Allen» (рус. Баллада о Барри Аллене), в которой рассказывает о Флэше.
- В телесериале «Остаться в живых» Уолтер Ллойд читает испаноязычную версию комикса Green Lantern/Flash: Faster Friends #1, говоря, что нашёл её в обломках самолёта. А в эпизоде третьего сезона «Уловка-22», Чарли Пэйс и Хьюго Рейес спорят, сможет ли Супермен обогнать Флэша.
- Во время шоу «Рестлмания XX» Рей Мистерио был одет в стилизованный костюм Флэша.
- В эпизоде мультсериала «Приключения Джимми Нейтрона», друг Джимми, фанат комиксов Шин, получает способности Флэша.
- В мультсериале «Робоцып» Флэш появлялся в нескольких эпизодах и был озвучен Нейтаном Филлионом.
- Многочисленные ссылки на Флэша часто встречаются в телесериале «Теория Большого взрыва» (например, 4 сезон 11 серия).
- Персонаж Quickman[уточнить] — один из боссов игры Mega Man 2 на NES периодически очень похож на Флэша из-за его жёлто-красной расцветки.
- Комикс с первым появлением Флэша является одним из самых ценных в мире: в 2006 году почти не тронутый выпуск Flash Comics #1 был продан на аукционе Heritage за $273,125. Тот же выпуск был продан в 2010 году за $450,000.[20]
- Игрок NBA Дуэйн Уэйд, выступающий за команду «Майами Хит», носит псевдоним Флэш из-за «взрывного» стиля игры, напоминающего скоростью и резкостью этого персонажа комиксов.

## Награды
- 1961 год — Alley Award в номинации «Лучшая обложка» (The Flash (vol. 1) #123)[21]
- 1961 год — Alley Award в номинации «Лучший одиночный комикс» (The Flash (vol. 1) #123, под авторством Гарднера Фокса и Кармин Инфантино)
- 1963 год — Alley Award в номинации «Лучший кроссовер о героях DC» (The Brave and the Bold)
- 1964 год — Alley Award в номинации «Лучший короткий сюжет» («Doorway to the Unknown» в выпуске The Flash (vol. 1) #148, под авторством Джона Брума и Кармин Инфантино)
- 2008 год — Salou Award в номинации «Лучший супергерой»

Кроме этого, персонаж многократно включался в различные рейтинги персонажей комиксов и неоднократно номинировался на различные премии в области комикс-изданий.

## Критика
- Флэш занял 8-е место в списке 100 лучших героев комиксов по версии IGN[22].